# Matidia mas
Matidia mas là một loài nhện trong họ Clubionidae.
Loài này thuộc chi Matidia. Matidia mas được Christa L. Deeleman-Reinhold miêu tả năm 2001.